# Koślinka (powiat sztumski)
Koślinka (dawniej: niem. Kiesling) – wieś w Polsce położona w województwie pomorskim, w powiecie sztumskim, w gminie Sztum.
W miejscowości istniał kościół, który w wyniku wojny ze Szwecją został rozgrabiony oraz spalony. Dziś upamiętnia to jedynie mała tabliczka.
Wieś królewska położona była w II połowie XVI wieku w województwie malborskim. W latach 1975–1998 miejscowość należała administracyjnie do województwa elbląskiego.
We wsi znajduje się prywatne lądowisko Koślinka.